# Antoine Tassy
Antoine Tassy   (Haití, 26 de març de 1924 - Port-au-Prince, 3 de març de 1991) fou un futbolista haitià i posteriorment entrenador de futbol.
Fou l'entrenador de la selecció d'Haití a la Copa del Món de futbol de 1974.
També fou entrenador de Jamaica, Racing Club Haïtien, i Violette Athletic Club.
Com a jugador fou internacional amb la selecció d'Haití als anys cinquanta. Fou jugador de Victory SC.